# Primula farinosa
Primula farinosa is een plant uit de sleutelbloemfamilie (Primulaceae). Het is een klein plantje dat voorkomt op vochtige graslanden, vooral in gebergten in Scandinavië. De hoogte is circa 20 cm.
De bloemen zijn meestal roze of purperkleurig, maar soms ook wit. De doorsnede is ongeveer 1 cm. De bloem heeft een lichtgekleurd hartje. Samen vormen de bloemen een scherm aan de top van een meelachtig bestoven stengel. Het meelachtige poeder is niet aanwezig bij oudere bloemen.
De bloeiperiode loopt van mei tot juli.
De bladeren zijn spatelvormig en getand. De bovenzijde is lichtgroen, terwijl de onderzijde meelachtig wit is.
De plant heeft een kleine doosvrucht.
De plant is een waardplant voor Falseuncaria ruficiliana.

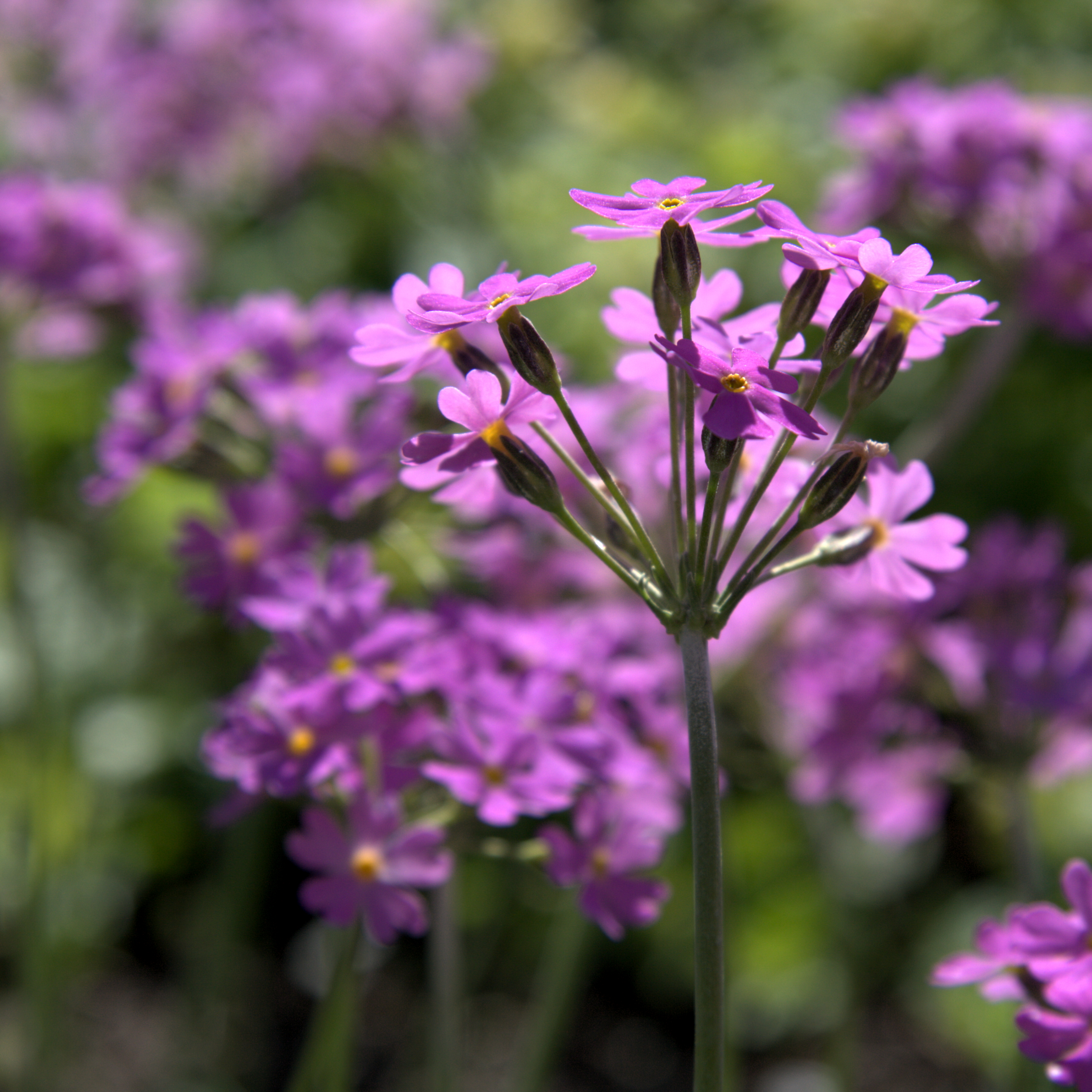

... · P. auricula (Aurikel) · 
P. beesiana · 
P. bulleyana · 
P. clusiana · 
P. denticulata ·  
P. elatior (Slanke sleutelbloem) · 
P. farinosa · 
P. florindae · 
P. glutinosa (Kleverige sleutelbloem) · 
P. hirsuta · 
P. japonica · 
P. minima (Dwergsleutelbloem) · 
P. nutans · 
P. rosea · 
P. scandinavica · 
P. scotica · 
P. sieboldii · 
P. stricta · 
P. veris (Gulden sleutelbloem) · 
P. vulgaris (Stengelloze sleutelbloem) · ...